# Silene aristidis
Silene aristidis är en nejlikväxtart som beskrevs av Auguste Nicolas Pomel. Silene aristidis ingår i släktet glimmar, och familjen nejlikväxter. Inga underarter finns listade i Catalogue of Life.